# WAY-100,635
WAY-100,635 — пиперазиновое производное, лекарство и исследовательское вещество, широко применяемое в научных исследованиях. Первоначально считали, что оно является селективным антагонистом серотониновых рецепторов подтипа 5-HT1A. Однако последующие исследования показали, что оно является также высокопотентным полным агонистом D4 дофаминовых рецепторов. По отношению к 5-HT1A оно является «молчаливым антагонистом». Оно химически близко к WAY-100,135.
В свете его совсем недавно обнаруженной высокой дофаминергической активности, исследования, которые использовали WAY-100635 в качестве селективного 5-HT1A-антагониста, могут нуждаться в критическом пересмотре и переоценке результатов.